# Diogo Jota
Diogo José Teixeira da Silva (Massarelos, 4 de dezembro de 1996 – Cernadilla, 3 de julho de 2025), mais conhecido como Diogo Jota, foi um futebolista português que atuou como atacante. Morreu doze dias após se casar, num acidente automobilístico na Espanha. 
Revelado pelo Paços de Ferreira, teve passagens por Atlético de Madrid e Porto, até chegar ao Wolverhampton em 2017. Com o destaque na Premier League, chamou a atenção do Liverpool e assinou com os Reds em 2020, atuando pelo clube inglês até à sua morte, em 3 de Julho de 2025.

## Carreira

### Liverpool
Após destacar-se no Wolverhampton, foi contratado pelo Liverpool em setembro de 2020, por 45 milhões de libras. Inicialmente reserva na nova equipa, logo firmou-se e assumiu a titularidade no lugar do brasileiro Roberto Firmino. Diogo teve boa atuação no dia 27 de outubro de 2020, ao marcar na vitória por 2–0 sobre o Midtjylland, pela Liga dos Campeões da UEFA.

### Seleção Nacional

#### Juvenil
Jota começou a jogar por Portugal na categoria Sub-19, marcando seu primeiro gol em 29 de maio de 2015, numa goleada por 6–1 sobre a Turquia, em casa, válida pelas Eliminatórias da Euro Sub-19. Ganhou a sua primeira convocação para a Seleção Sub-21 em 17 de novembro do mesmo ano, ainda com menos de 19 anos, jogando 15 minutos na derrota por 3–0 fora de casa contra Israel em outra qualificação. Em 25 de maio de 2018, marcou dois golos para os Sub-21 na vitória amistosa por 3–2 sobre a Itália realizada em Estoril.

#### Sénior
Em março de 2019, Jota foi convocado pela primeira vez para a equipa principal, antes dos jogos de abertura das eliminatórias da UEFA Euro 2020 contra a Ucrânia e a Sérvia. Ainda sem convocatórias, fez parte do elenco que conquistou a 2019 UEFA Nations League Finals em casa em Junho, mas não fez nenhuma aparição. Em 14 de novembro, fez a sua estreia ao entrar como substituto aos 84 minutos por Cristiano Ronaldo numa vitória por 6–0 contra a Lituânia, numa qualificação para a UEFA Euro 2020. Marcou seu primeiro gol internacional no dia 5 de setembro de 2020, numa vitória por 4–1 sobre a Croácia, em casa, válida pela UEFA Nations League.
Jota foi nomeado no elenco final de Portugal para a adiada UEFA Euro 2020, realizada em 2021. O jogador balançou as redes no dia 19 de junho, mas não conseguiu evitar a derrota por 4–2 contra a Alemanha, pela fase de grupos. Jogou todos os jogos numa derrota nos oitavos-de-final contra a Bélgica. Em 18 de outubro de 2022, Jota foi removido do Campeonato do Mundo de 2022 devido a uma lesão na panturrilha que sofreu durante um jogo da liga com o Liverpool contra o Manchester City, em 16 de outubro de 2022.
Em 11 de setembro de 2023, Jota marcou dois golos na goleada por 9–0 sobre Luxemburgo, válida pelas Eliminatórias da Euro 2024. A vitória foi a maior da história da Seleção Portuguesa.

## Morte
Tendo recentemente sido sujeito a uma cirurgia pulmonar por causa de um pneumotórax, Diogo Jota foi desaconselhado a viajar de avião nas semanas seguintes, para não prejudicar a sua recuperação. Regressando ao Reino Unido, por percurso terrestre-marítimo, pelas 00:30 UTC+2 de 3 de julho de 2025, quando seguia num Lamborghini Huracán na A-52 com o irmão, o atacante André Silva, do Penafiel, de 25 anos, no sentido de Benavente, ao fazer uma ultrapassagem por alturas do quilómetro 65, no concelho de Cernadilla, província de Zamora, Espanha, um dos pneus teria rebentado, causando a derrapagem, embate contra um rail e o tanque de combustível dividiu-se em dois, o carro incendiou-se, resultando na morte dos dois jogadores. O incêndio, de grande intensidade, propagou-se à vegetação circundante, mobilizando vários elementos das corporações de bombeiros da vizinha localidade de Rionegro del Puente.

## Títulos
Wolverhampton Wanderers
- EFL Championship: 2017–18[24]

Liverpool
- Copa da Liga Inglesa: 2021–22 e 2023–24
- Copa da Inglaterra: 2021–22
- Premier League: 2024–25[26]

Seleção Portuguesa
- Liga das Nações da UEFA: 2018–19 e 2024–25[27][28]